# Arte asturiano

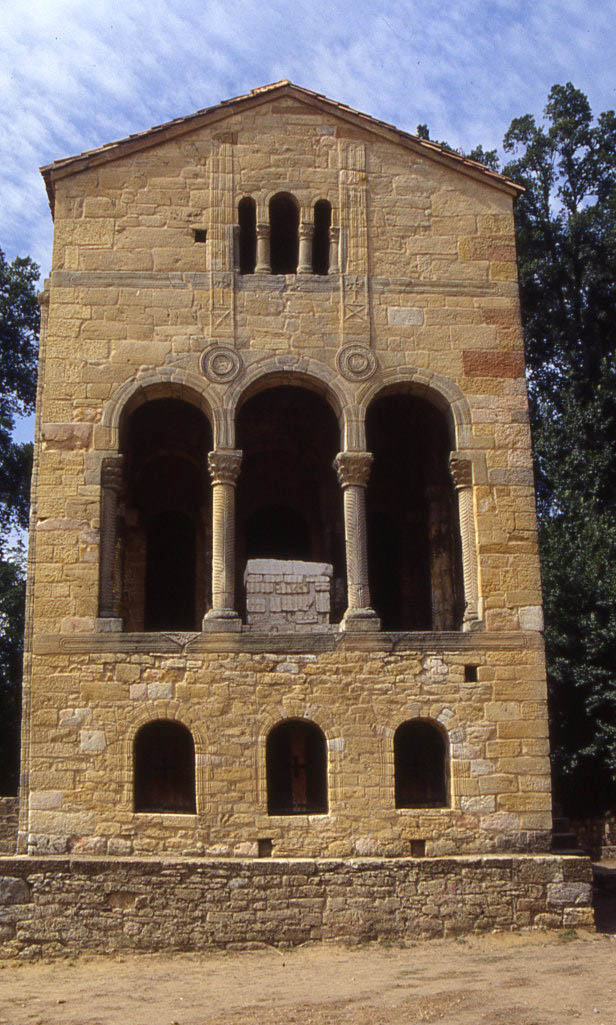
Fachada de Santa María del Naranco (842), uno de los edificios prerrománicos asturianos más conocidos

El arte asturiano o prerrománico asturiano es un estilo artístico altomedieval englobado dentro del prerrománico y vinculado al reino de Asturias, primer reino cristiano establecido en la península ibérica tras la conquista musulmana. Su desarrollo tuvo lugar en lo que actualmente es el Principado de Asturias entre finales del siglo VIII y comienzos del X, cuando es absorbido por el arte románico venido de Francia. Durante este periodo se cultivaron disciplinas como la pintura, la orfebrería o la arquitectura, destacando esta última por el amplio número y buena conservación de los monumentos que han llegado hasta nuestros días, los cuales constituyen el más completo y homogéneo conjunto de arquitectura altomedieval de Europa Occidental.
La singularidad artística e histórica de estas edificaciones ha sido reconocida por la Unesco, declarando a seis de ellas como Patrimonio de la Humanidad bajo el nombre de Monumentos de Oviedo y del Reino de Asturias.

## Arquitectura

### Características
Aunque es sucesor del estilo visigodo, no puede decirse que el asturiano sea heredero legítimo suyo, pues no conserva sino accidentalmente alguno de sus elementos principales como es el arco en herradura, muy pronto se manifiesta con nuevos y originales elementos acaso importados de Oriente o de Lombardía que singularmente lo realzan y lo denuncian como precursor del románico.
Las características que identifican al arte asturiano son:
- El deseo de rememorar las glorias del reino visigodo de Toledo, del que se consideraban herederos.
- La íntima relación con el poder regio (se ha denominado también arte de la monarquía asturiana).
- Predominio de la arquitectura, fundamentalmente abovedada, sobre las demás artes. Destacan las siguientes características:
  - El sillarejo, la mampostería y el ladrillo en los muros, reservando los sillares para las esquinas y los elementos de refuerzo.
  - El arco de medio punto, peraltado o no, y la bóveda de cañón, reforzada mediante arcos fajones o totalmente despejada.
  - El muro compuesto (arquerías ciegas en el interior y estribos o contrafuertes en el exterior).
  - La decoración interior con pinturas al fresco de temática diversa, habitual en el arte carolingio; baste recordar que Alfonso II el Casto (791-842) era contemporáneo de Carlomagno.
  - Las basas decoradas, los fustes sogueados (con adornos entrelazados en forma de cuerda o soga) y los capiteles enriquecidos, todo ello para realzar las columnas.
  - En los edificios religiosos y de manera predominante, la planta basilical de tres naves (separadas por arquerías sobre pilares) y cabecera tripartita, con ábsides de trazado rectangular, siendo el central el más amplio.
  - En la parte superior del ábside central, una cámara del tesoro abierta al exterior por una ventana sin comunicación interna (en el visigodo lo era desde el interior), y cuya función no se ha podido precisar, aunque podría ser un mero recurso plástico para mantener la armonía de los volúmenes exteriores del templo.
  - Sacristías laterales.
  - Pórtico a los pies del templo.
  - Sistema de contrarrestos o contrafuertes, ejemplo en San Miguel de Lillo.

### Etapas
El arte asturiano ofrece los dos tipos o formas que ya se notaron distintas en el estilo visigodo, pero que en el asturiano se precisan más todavía: el tipo latino y el tipo bizantino. Uno y otro admiten columnas y pilastras y también semicolumnas adosadas al muro y trabadas con arcos, formando así el muro compuesto y preludiando el pilar compuesto de la arquitectura románica el cual aparece ya completo en la arquitectura mozárabe del siglo X. En ambos tipos se hallan arcos de medio punto y peraltados pero no de herradura sino por excepción (salvo los ajimeces) y arcos también de descarga en los muros y contrafuertes o estribos exteriores. En uno y otro se observan cancelas o antepechos de piedra ornamentada en el ingreso del ábside llamada iconostasis, capiteles algo historiados y que se apartan de la idea clásica, ventanas ajimezadas y con ornamentación de piedra calada o celosía, pequeños rosetones, ornamentos de toscas figuras, de tallos serpenteantes, de rosetoncillos variados, de cables y trenzados y otras labores de estilo visigodo. 
Según esto, se puede dividir este arte en varias etapas:

#### Primeras obras del arte asturiano

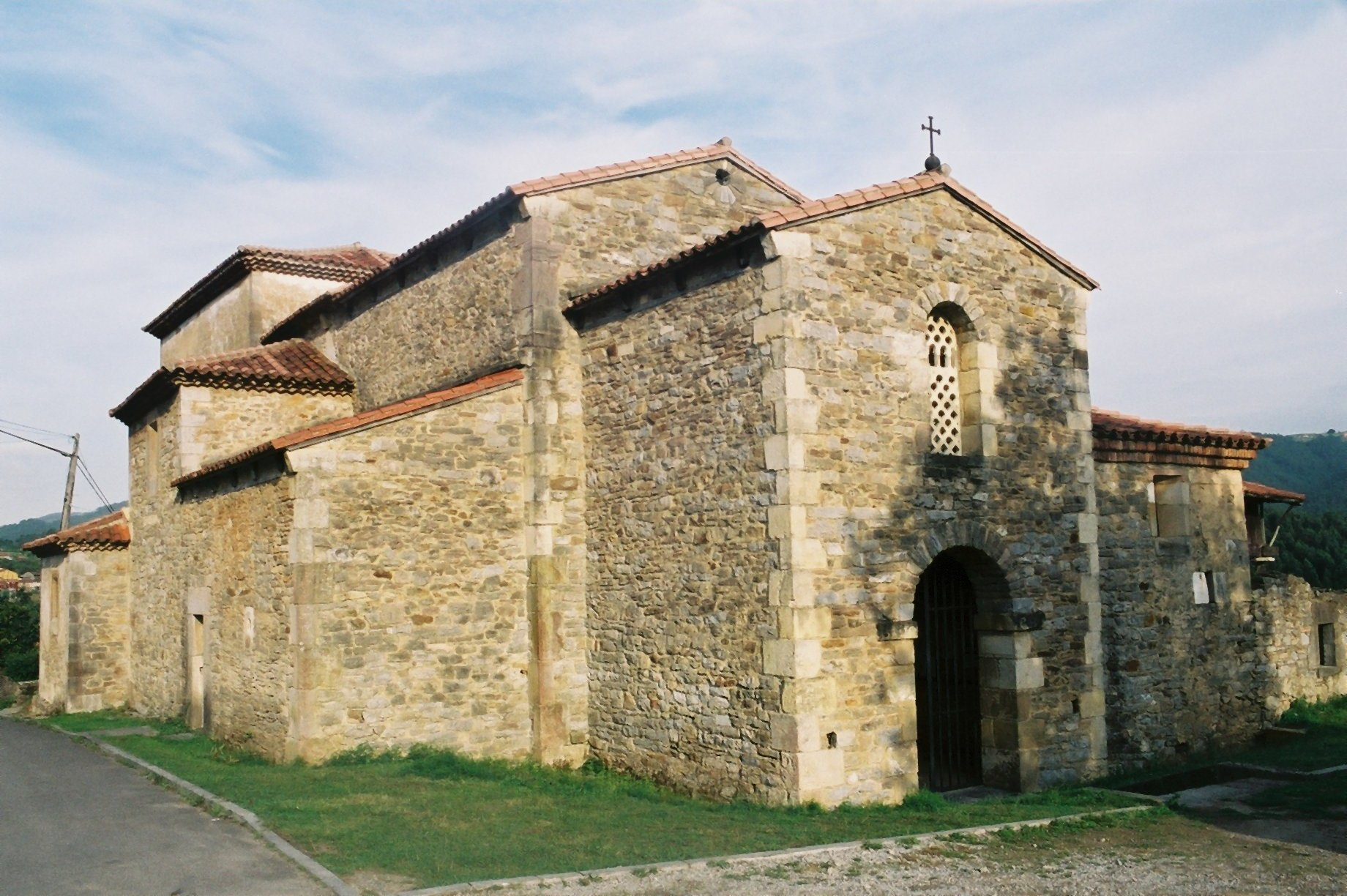
Santianes de Pravia.

La iglesia de la Santa Cruz en Cangas de Onís, originalmente construida sobre un dolmen prehistórico, y reconstruida tras la destrucción que sufrió en la guerra civil.
La iglesia de San Juan, en Santianes de Pravia, edificada por orden del rey Silo. En esta aparecen prácticamente todos los elementos del prerrománico asturiano, aunque en esencia sigue a lo visigodo.

#### Etapa prerramirense o alfonsí

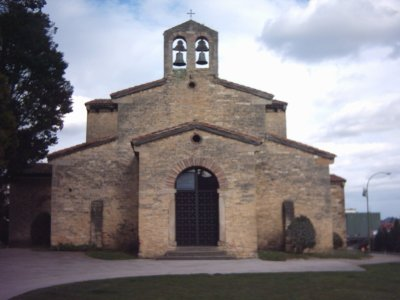
San Julián de los Prados.

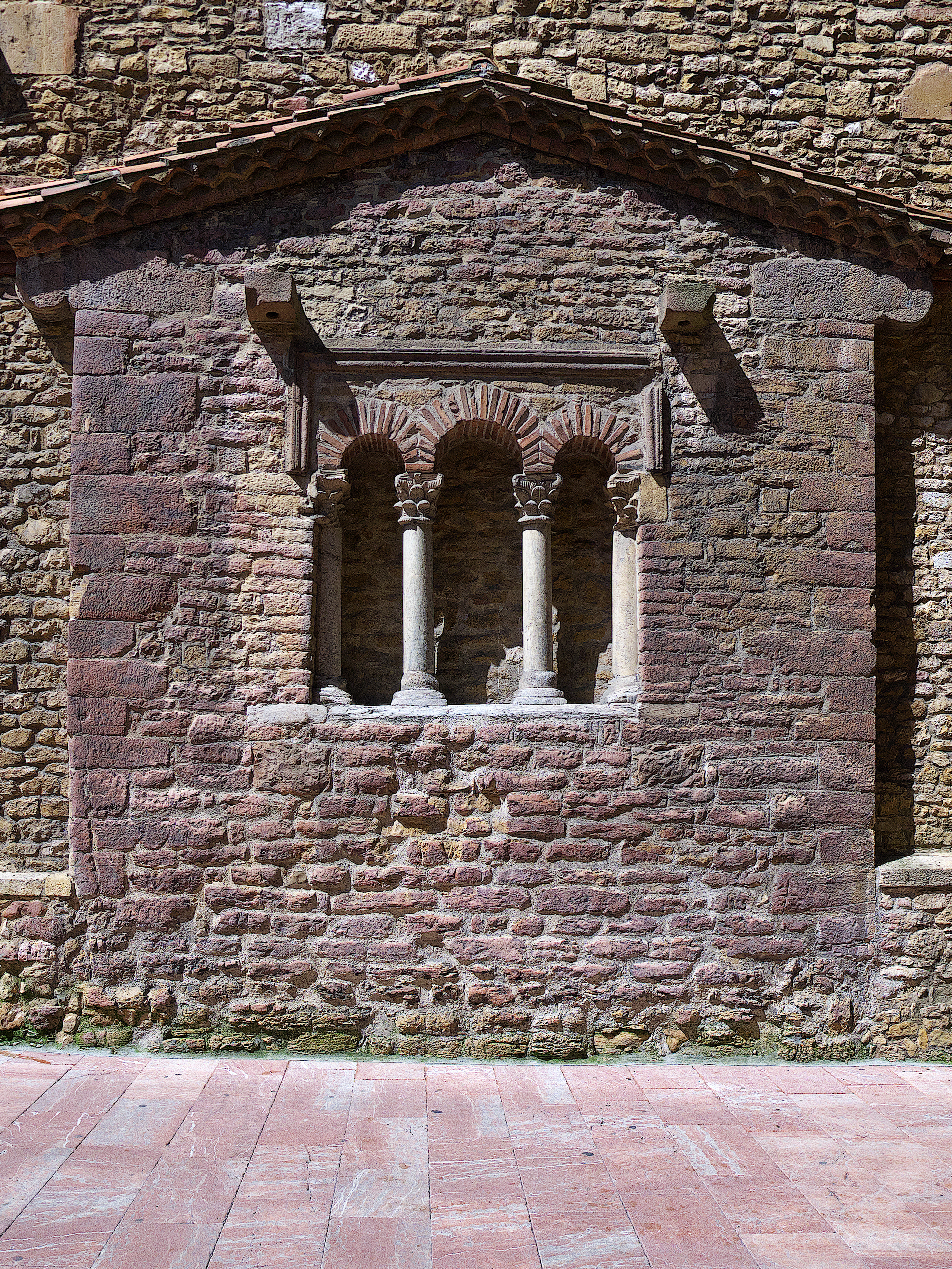
San Tirso el Real (siglo. IX). Ventana trigeminada.

Corresponde al periodo comprendido entre 791 y 842, reinado de Alfonso II, quien intentó emular a Toledo. Trasladó la capital desde Pravia a Oviedo. En las iglesias antiguas de Asturias se constituye por la adopción de planta basilical con tres naves por lo común con sus ábsides cuadrados y su ventana en cada uno. Se cubren éstos con bóveda de cañón y las naves con armadura de madera.
Este rey construye la Cámara Santa, único resto del recinto palatino que queda en la catedral de Oviedo. Es un pequeño edificio de dos plantas, la segunda, el oratorio, reformada en época románica, cuando se añadió la bóveda de cañón, y la primera abovedada, destinada a guardar reliquias. También se construyó la cripta de Santa Leocadia.
También hizo construir cerca de la capital, la iglesia de San Julián de los Prados, o de Santullano, templo espacioso que presenta claramente definidos los caracteres propios de este estilo. Tiene planta basilical de tres naves, separadas por pilares cuadrados que sostienen arcos de medio punto, y presenta un transepto con un remarcado alzado. El iconostasio o iconostasis, que separa la parte reservada al clero del resto del templo, presenta una remarcable similitud con un arco triunfal. Destaca de este templo su grandiosidad y su originalidad, que se apartan de modelos visigodos. Pero sin duda, lo que más atrae es su decoración pictórica, con pinturas al fresco (estucos, con más propiedad) en tres cuerpos superpuestos, anicónicas, con decoración arquitectónica, de claro influjo romano. Se trataría más bien de un templo monástico y no palatino, si bien que estaba reservada para el rey una tribuna en el transepto.
Pertenecen también a este periodo la iglesia de San Tirso, Santa María de Bendones y San Pedro de Nora.

#### Etapa ramirense

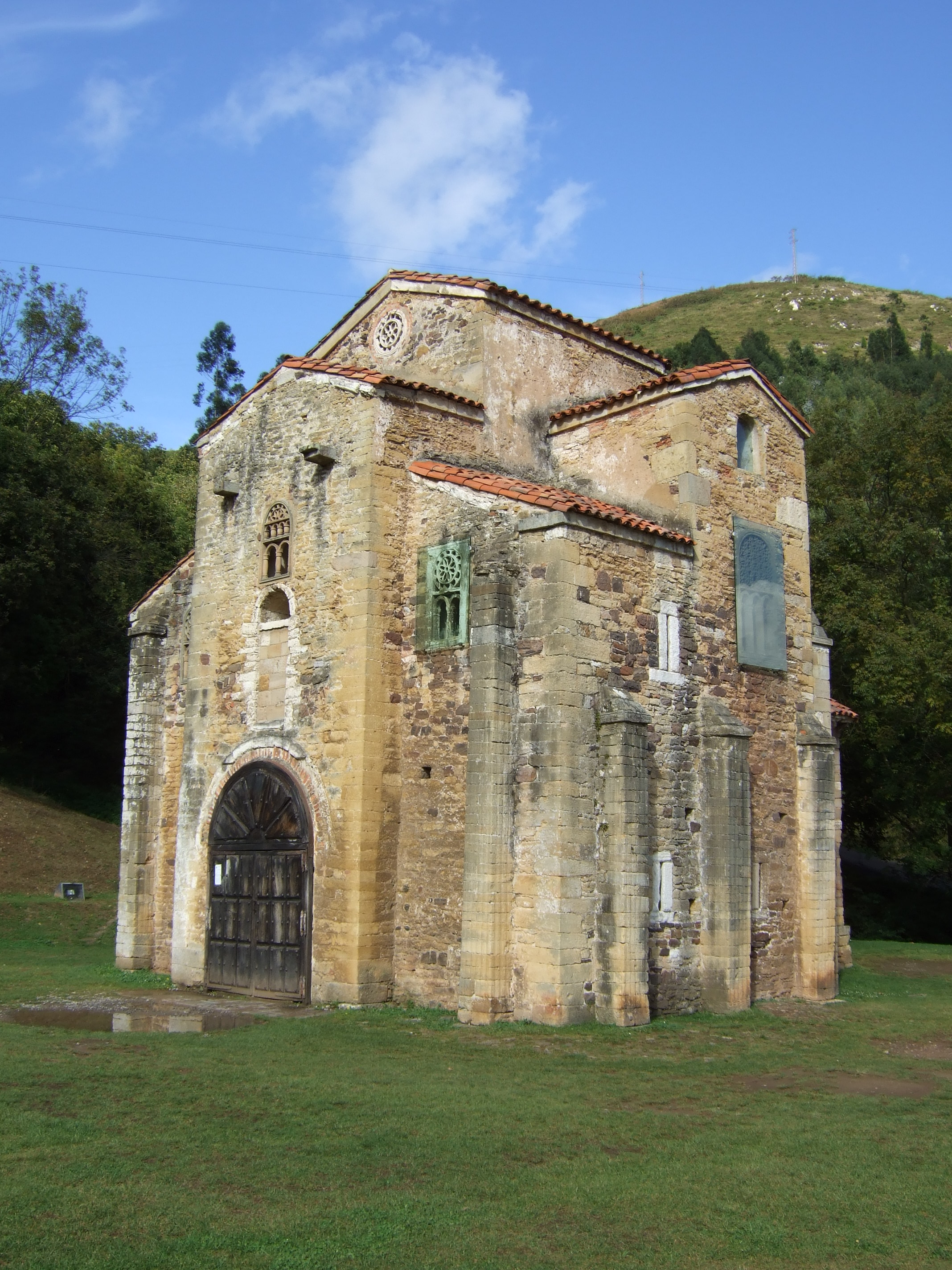
San Miguel de Lillo.

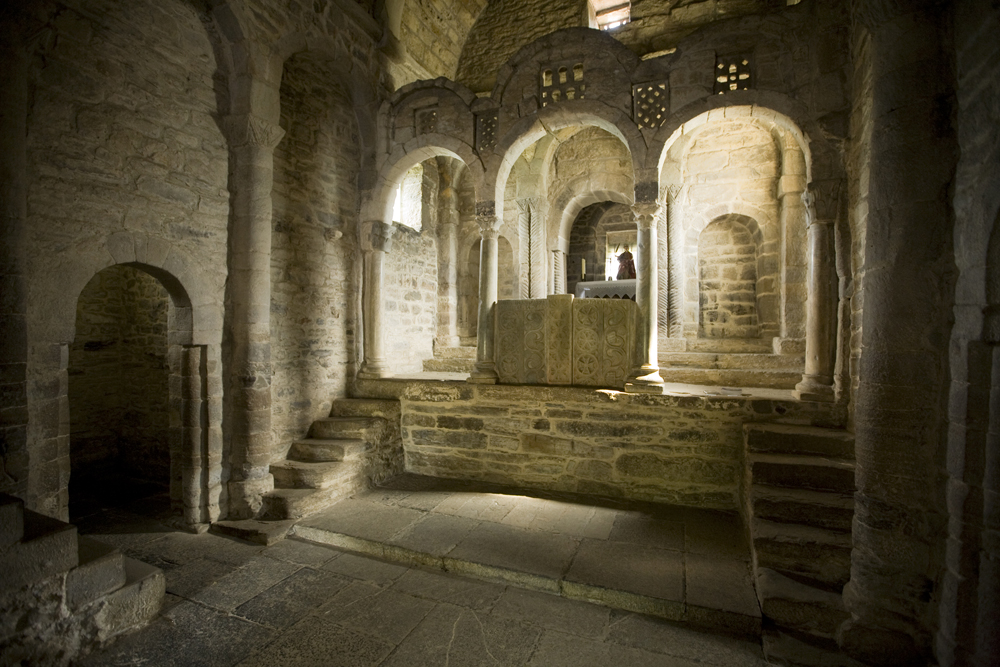
Santa Cristina de Lena

Con Ramiro I (842-850) alcanza el arte asturiano su máxima expresión, a pesar de lo breve de su reinado, representando las construcciones del monte Naranco su mejor exponente. Adopta la planta cuadrada o de cruz griega, el ábside cuadrado, también con ventana, la bóveda de cañón para cubrir todas las naves y los arcos fajones o perpiaños para sostén o refuerzo de las bóvedas. 
Empezando por la Iglesia de Santa María del Naranco, se considera como Salón del Trono o Aula Regia del rey Ramiro (aunque la ausencia de un ábside para ubicar el trono parece dificultar esta utilización), su residencia suburbana y como tal fue restaurada, a partir de su reutilización como iglesia rural. La planta inferior es una sala cubierta con bóvedas, sin ventanas, diferenciada en tres ámbitos: el central para guardia y servidumbre, otro para capilla real privada, y otro con un aljibe; la superior, a la que se accede por unas escaleras de fábrica exteriores, es un gran salón rectangular con bóveda de cañón y arcos fajones o perpiaños, abierto en sus extremos por una triple arcada. La decoración es netamente nórdica o germánica, con arcos muy peraltados y molduras talladas imitando obras en madera u orfebrería.
San Miguel de Lillo era la iglesia palatina de Ramiro I, como lo atestigua su decoración escultórica, y en ella se conservaba un trozo de la Santa Cruz, la reliquia más sagrada del tesoro visigodo. Sus características principales son el abovedamiento, la esbeltez de los soportes y la tribuna destinada al monarca. Tenía tres naves, pero solo se conservan el pórtico con dos cámaras y el primer tramo de las naves. Se debe destacar las jambas de sus puertas, que posiblemente incluyen una representación del propio monarca, cuya decoración anuncia el periodo románico.
Santa Cristina de Lena, de posible origen visigodo, reformada por Ramiro I. Su característica principal es su iconostasis, formado por tres arcos de piedra sobre cuatro columnas de mármol, con elementos visigodos, que separaba al presbiterio de la nave principal.
Las características de las construcciones que se acaban de enumerar han hecho que algunos autores hablen de prerrománico o protorrománico, y aunque, en efecto, sus formas y soluciones arquitectónicas parecen indicarlo así, lo cierto es que el auténtico románico hispano tuvo unas fuentes distintas.

#### Etapa postramirense

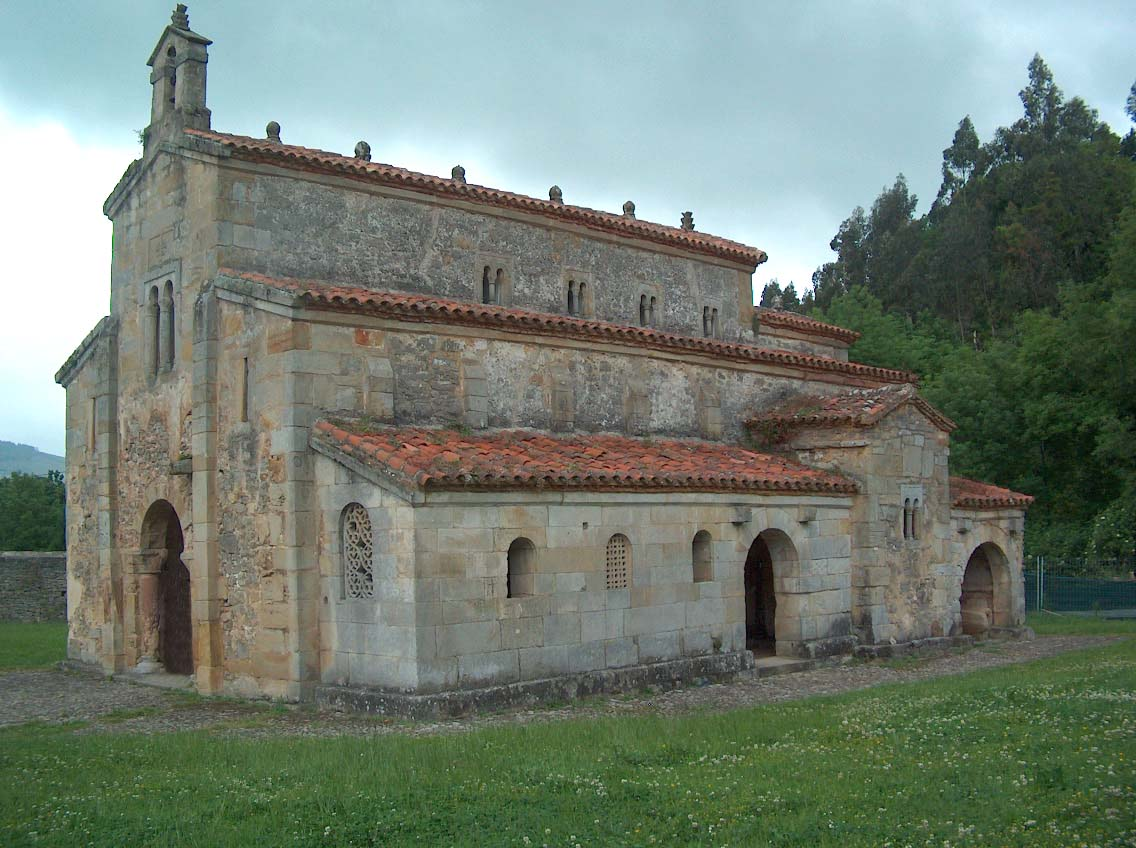
San Salvador de Valdediós.

Se incluye aquí el reinado de Alfonso III el Magno (866-910), que recibió influencias directas visigodas, debido al contacto con construcciones de ese período, al ser repoblada la península con el avance cristiano y el repliegue musulmán. Otros autores hablan de un estancamiento o aislamiento del arte astur.
San Salvador de Valdediós (siglo IX) es un templo de tres naves cubiertas con cañones axiales, cabecera triple, con cámaras abovedadas por encima de los ábsides cuadrados y pórtico lateral añadido posteriormente, lo que se convirtió en una constante en la arquitectura hispana; en las ventanas hay calados de piedra con dibujos como las cadenas de las coronas de Guarrazar.
La iglesia de Santo Adriano de Tuñón poseía una estructura de tres naves, separadas por pilares, pórtico tripartito y cámaras en los extremos de las naves laterales. Este templo es el que más se aparta de las tradiciones del arte astur clásico.
Pertenecen también a este periodo San Salvador de Priesca, Santiago de Gobiendes,  la iglesia de Deva (siglo X), la iglesia de San Salvador de Fuentes (de principios del siglo XI) y otras obras de menor importancia.

## Artes menores

### Pintura
Todos estos edificios que se acaban de enumerar estaban profusamente adornados, según consta en algunos viejos dibujos, copiados de sus grandes pinturas murales (de tradición tardorromana), hoy desaparecidas. Tan solo la orfebrería que ha llegado hasta nosotros, toda de carácter religioso, nos ofrece el auténtico panorama de este arte.

### Orfebrería

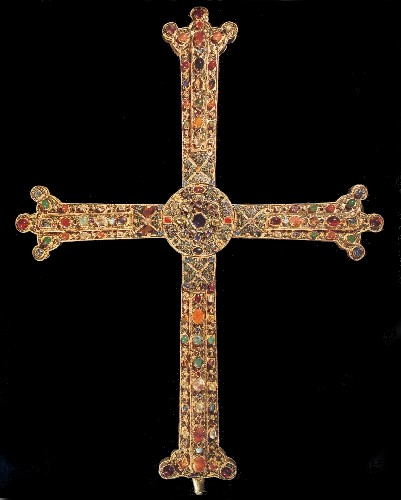
Cruz de la Victoria (908), ejemplo de orfebrería asturiana.

Se comienza por la Cruz de los Ángeles, que Alfonso II mandó hacer en 808 para la catedral de Oviedo, con una amenazante inscripción: quienquiera que osase quitármela de donde mi libre voluntad la donare, sea fulminado por el rayo divino. Es un relicario en forma de cruz griega, que recuerda prototipos hispanogodos o carolingios, con un disco en el centro; el alma de madera va chapada en oro y engastada en pedrería.
Más grande, elegante y suntuosa es la Cruz de la Victoria, donada por Alfonso III en 908, de estructura similar a la anterior, a la que se añadieron esmaltes. La técnica (de origen bizantino a través de influjos mozárabes) empleada para esta cruz, fue utilizada posteriormente para la famosa Caja de las Ágatas, regalo de Fruela II en 910 a la Catedral de Oviedo, caja de madera con ónice, esmaltes en azul y rojo, piedras preciosas y esmaltes de metal, representaciones abstractas que evocan un lujo bárbaro que enlaza con la tradición visigoda aún más directamente que la arquitectura. Otra caja, la Arqueta de la catedral de Astorga evoca aún más la técnica y motivos de la Cruz de la Victoria, si bien se prefirió en esta ocasión la plata dorada, con representaciones de ángeles, el Cordero divino, y el Tetramorfos, entre motivos vegetales.

## Bienes prerrománicos de Asturias

### Arquitectura prerrománica
- Iglesia de Santullano o San Julián de los Prados (Oviedo)
- Iglesia de San Tirso (Oviedo)
- Fuente de Foncalada (Oviedo)
- Santa María del Naranco (Oviedo)
- San Miguel de Lillo (Oviedo)
- Cámara Santa de la catedral de Oviedo que se divide en:

Cripta de Santa Leocadia de la catedral de Oviedo
Capilla de San Miguel en la catedral de Oviedo
- Torre vieja de San Salvador de Oviedo
- Santa María de Bendones (Oviedo)
- San Pedro de Nora (Las Regueras)
- Santo Adriano de Tuñón (Santo Adriano)
- Santa Cristina de Lena (Lena)
- Santa María de Arbazal (Villaviciosa)
- San Salvador de Valdediós (Villaviciosa)
- San Salvador de Priesca (Villaviciosa)
- Santiago de Gobiendes (o Goviendes)[5] (Colunga)
- Santianes de Pravia (Pravia)

### Restos arquitectónicos y escultóricos dispersos
- San Andrés de Bedriñana (Villaviciosa)
- San Bartolomé de Puelles (Villaviciosa)
- San Martín de Villaviciosa (Villaviciosa)
- San Martín de Laspra (Castrillón)
- San Cipriano de Pillarno (Castrillón)
- San Lorenzo de Cortina (Avilés)
- San Francisco de Avilés (Avilés)
- Santiago de Sariego (Sariego)
- San Román de Sariego (Sariego)
- Santo Tomás de Priandi (Nava)
- Capilla del cementerio de Nava (Nava)
- San Miguel de Bárcena (Tineo)
- San Pedro de Ese de Calleras (Tineo)
- San Martín de Argüelles (Siero)
- San Miguel de Villardeveyo (Llanera)
- Santa Eulalia de Morcín (Morcín)
- San Martín de Salas (Salas)
- Tablero de cancel Prerrománico (Candamo)

### Orfebrería prerrománica
- Cruz de los Ángeles (Oviedo)
- Cruz de la Victoria (Oviedo)
- Arqueta o caja de las Ágatas (Oviedo)
- Arqueta de San Genadio (Astorga)